# گاوریل دژو
گاوریل دژو (انگلیسی: Gavril Dejeu؛ زادهٔ ۱۱ سپتامبر ۱۹۳۲) یک سیاست‌مدار اهل رومانی است. او از ۳۰ مارس ۱۹۹۸ تا ۱۷ آوریل ۱۹۹۸ نخست‌وزیر موقت رومانی بود.